# Manuswaaierstaart
De manuswaaierstaart (Rhipidura semirubra) is een zangvogel uit de familie Rhipiduridae (waaierstaarten). Het is een kwetsbare, endemische vogelsoort op de Admiraliteitseilanden.

## Kenmerken
De vogel is 15 cm lang. De vogel is van boven roodbruin, de vleugels donkerder bruin tot zwart. De staart is ook donkerbruin met een witte eindrand. De vogel heeft een zwart masker daaronder een witte keel en een bruine borstband met daaronder zwarte stippen op een verder zeer lichte, roodbruine borst en buik.

## Verspreiding en leefgebied
Deze soort is endemisch op de Admiraliteitseilanden zoals Rambutyo, Tong en Pak. Vòòr 1934 was de vogel zeer algemeen op het grootste eiland van deze eilandengroep Manus. Het leefgebied is natuurlijk bos, maar waarnemingen op Tong wijzen erop dat de vogel ook in zwaar aangetast bos en kokospalmplantages met struikvormige ondergroei kan leven.

## Status
De manuswaaierstaart heeft een beperkt verspreidingsgebied en daardoor is de kans op uitsterven aanwezig. De grootte van de populatie werd in 2016 door BirdLife International geschat op 2,5 tot 10 duizend individuen. Waarom de vogel van het eiland Manus verdween, blijft onduidelijk. De bruine nachtboomslang komt op het eiland voor, maar is daar een inheemse soort. Bewoners van het eiland zeggen dat het veelvuldig voorkomen van de manuslederkop (Philemon albitorques) rondom de dorpen en in de tuinen de oorzaak van de verdwijning is. Maar deze lederkop is ook een inheemse soort die al heel lang samen met de waaierstaart op het eilanden leefde. Volledige ontbossing zoals op sommige eilanden gebeurt, is in elk geval een bedreiging voor deze soort.